# أوتو ديكر
أوتو ديكر (بالإنجليزية: Otto Decker)‏ هو لاعب كرة قدم أمريكي، ولد في 19 سبتمبر 1930. لعب مع ويكمب وندررز.